# سونگ سوک-وو
سونگ سوک-وو (انگلیسی: Song Suk-woo؛ زادهٔ ۱ مارس ۱۹۸۳) اسکیت‌باز سرعت اهل کره جنوبی است.